# Brigitte Zypries

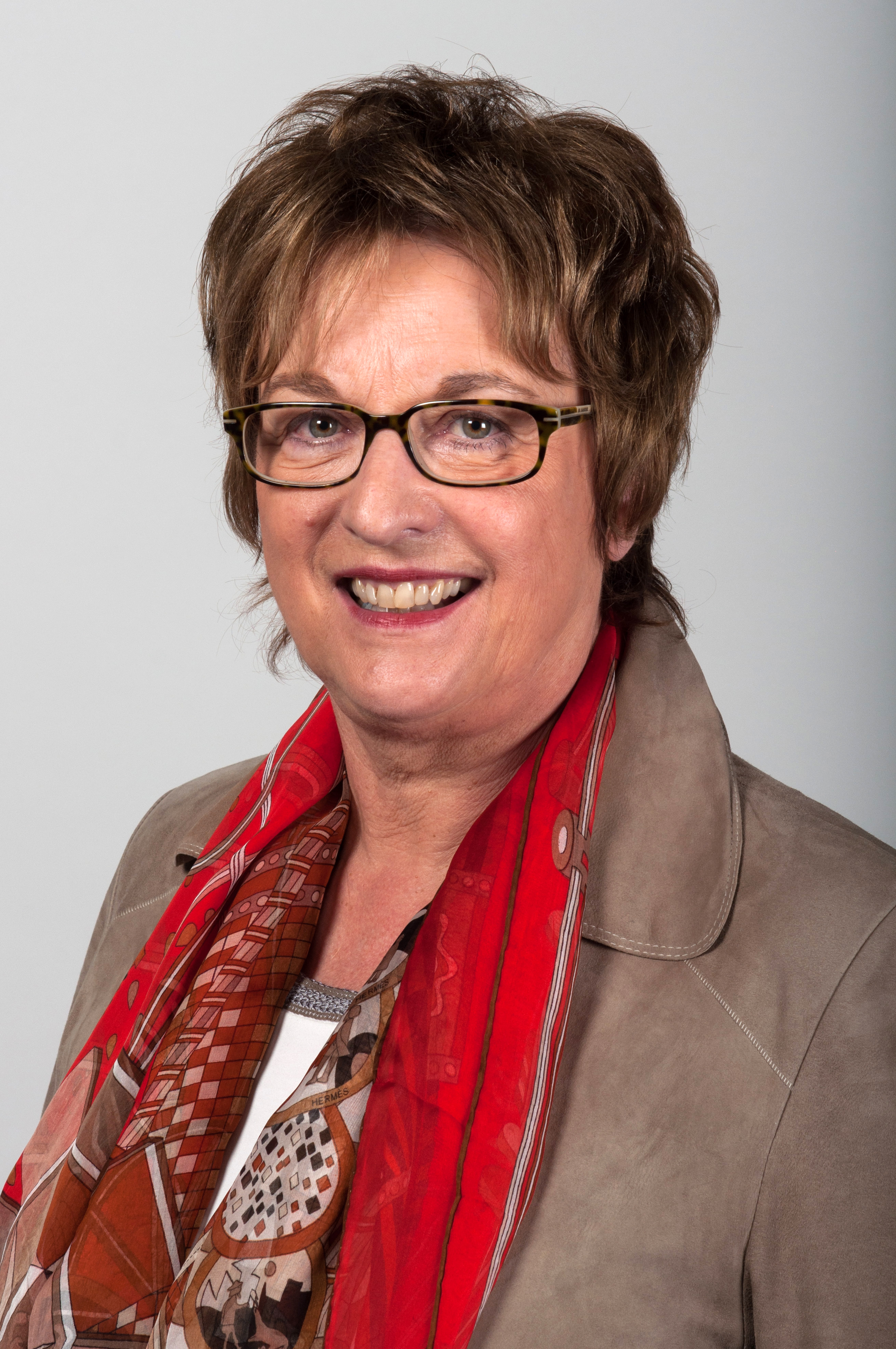
Brigitte Zypries, 2014

Brigitte Zypries (Kassel, 16 november 1953) is een Duits politica van de SPD. 
Van 1997 tot 2002 was zij secretaris-generaal op diverse ministeries. Van 2002 tot 2009 was zij minister van Justitie in het kabinet-Schröder II en het kabinet-Merkel I. Sinds 2005 is zij lid van de Bondsdag.
In het eind 2013 aangetreden kabinet-Merkel III was zij eerst staatssecretaris op het Ministerie van Economie en Energie waar zij zich bezighield met de coördinatie van het lucht- en ruimtevaartbeleid. Nadat Frank-Walter Steinmeier tot president was verkozen en Sigmar Gabriel hem opvolgde als buitenlandminister, werd Zypries minister van Economie en Energie in opvolging van Gabriel.
- DBLP: 49/2500
- Gemeinsame Normdatei: 122190289
- International Standard Name Identifier: 0000 0000 5538 4604
- Library of Congress Control Number: no2009019599
- Système universitaire de documentation: 132232715
- Virtual International Authority File: 42713613
- WorldCat: E39PBJcBXjk6h4xcDPXvH4t7pP